# Comté de Hampden
Le comté de Hampden est un comté de l'État de Massachusetts aux États-Unis. Au recensement de 2000, il comptait 456 228 habitants. En 2018, la population du comté était estimée à 470 406 habitants. Son siège se trouve à Springfield.

## Politique
Aujourd'hui, comme avec la plupart des comtés du Massachusetts, il n'y a pas de gouvernement du comté, à l'exception du registre des actes, du shérif, et de la cour supérieure.
| Greffier:                           | Laura S. Gentile (D)     |
| Procureur de district:              | Anthony Gulluni (D)      |
| Enregistreur d'actes:               | Donald E. Ashe (D)       |
| Registre d'homologation judiciaire: | Stephanie K. Fattman (I) |
| Shérif:                             | Nicholas Cocchi (D)      |

| Représentant(s) de l'État: | par municipalité                   |
| Sénateur(s) de l'État:     | par municipalité                   |
| Conseil du gouverneur:     | Jennie Caissie (R) Mary Hurley (D) |

| Représentant:      | Richard Neal (D)                    |
| Sénateurs fédéral: | Elizabeth Warren (D), Ed Markey (D) |

## Géographie

### Principales villes
- Agawam
- Chicopee
- Holyoke
- Palmer
- Springfield (siège)
- West Springfield
- Westfield

### Municipalités locales
- Blandford
- Brimfield
- Chester
- East Longmeadow
- Granville
- Hampden
- Holland
- Longmeadow
- Ludlow
- Monson
- Montgomery
- Russell
- Southwick
- Tolland
- Wales
- Wilbraham